# 25 septembre 2016
Le mardi 25 septembre 2016 est le 269e jour de l'année 2016.

## Décès
Par ordre alphabétique.
- Jean Boissonnat, économiste et journaliste français.
- Arnold Palmer, joueur de golf professionnel américain.
- Joseph Haïm Sitruk, grand rabbin de France.
- Rod Temperton, auteur, compositeur, musicien et producteur britannique.